# Заполье (Телеговское сельское поселение)
Заполье — деревня в Красноборском районе Архангельской области. Входит в состав Телеговского сельского поселения.

## География
Находится в юго-восточной части Архангельской области на расстоянии приблизительно 11 км на восток-юго-восток по прямой от административного центра района Красноборск на левобережье реки Северная Двина.

## История
В 1859 году здесь (деревня Сольвычегодского уезда Вологодской губернии) был учтен 1 двор.

## Население
Численность населения: 6 человек (1859 год), 13 (русские 100 %) в 2002 году, 17 в 2010.